# 聖なる寓意
『聖なる寓意』（せいなるぐうい、伊:Allegoria sacra）は、イタリアのルネサンス期ヴェネツィア派の巨匠、ジョヴァンニ・ベッリーニによる1490-1500年ごろの絵画である。イタリア、フィレンツェのウフィツィ美術館に所蔵されている。

## 歴史
18世紀にウィーンのオーストリア帝国コレクションの一部であったことが知られているが、作品の依頼および本来置かれていた場所に関する文書はない。 1793年、ウフィツィ美術館の館長であったルイジ・ランツィは、美術館でのヴェネツィア派の存在感を高めるために、別の作品との交換でウィーンから本作を得た。当時、作品はジョルジョーネに帰属されていた。
イタリアの美術史家ジョヴァンニ・バティスタ・カヴァルカゼッレは、作品をベッリーニ作として最初に特定した。今日、その帰属は広く認められているがが、時々、作者としてマルコ・バサイーティの名も挙がる。

## 概要
場面は、欄干によって湖畔から隔てられた、多色大理石の舗装（遠近法で描写されている）がある広いテラスに設定されている。左側では、聖母マリアが自身の出産の象徴であコルヌコピアの形をした天蓋の下に即位している。玉座には4段の階段があり、その側面には、イエスの受難と平行して解釈されるマルシュアスの神話の場面が描かれたフリーズがある。聖母マリアの近くには、2人の聖人、または2つの美徳を表しているのかもしれない2人の正体不明の女性がいる。そのうちの1人は空中に浮かんでいるように見えるが、浮かんでいるかのような効果は、女性の足と足の近くの色彩の喪失に起因しているのかもしれない。
場面の真ん中には、小さな木とその銀色の果実で遊んでいる4人の子供がいる。これは、おそらく知識の木の象徴であり、生命と知恵の象徴である。右側は、ヨブと聖セバスティアヌスである。欄干の外には、聖ヨセフ（または聖ペテロ）と聖パウロがいる。聖パウロは自身のアトリビュートである剣を持っている。彼は左方向に進んでおり、ターバンを付けた男はおそらく非キリスト教信者を象徴している。
背景には、大きな湖の向こうに、人や動物がいる、尖った岩だらけの風景がある。海沿いには、洞窟の中に羊飼い、そしてケンタウロスがいる。

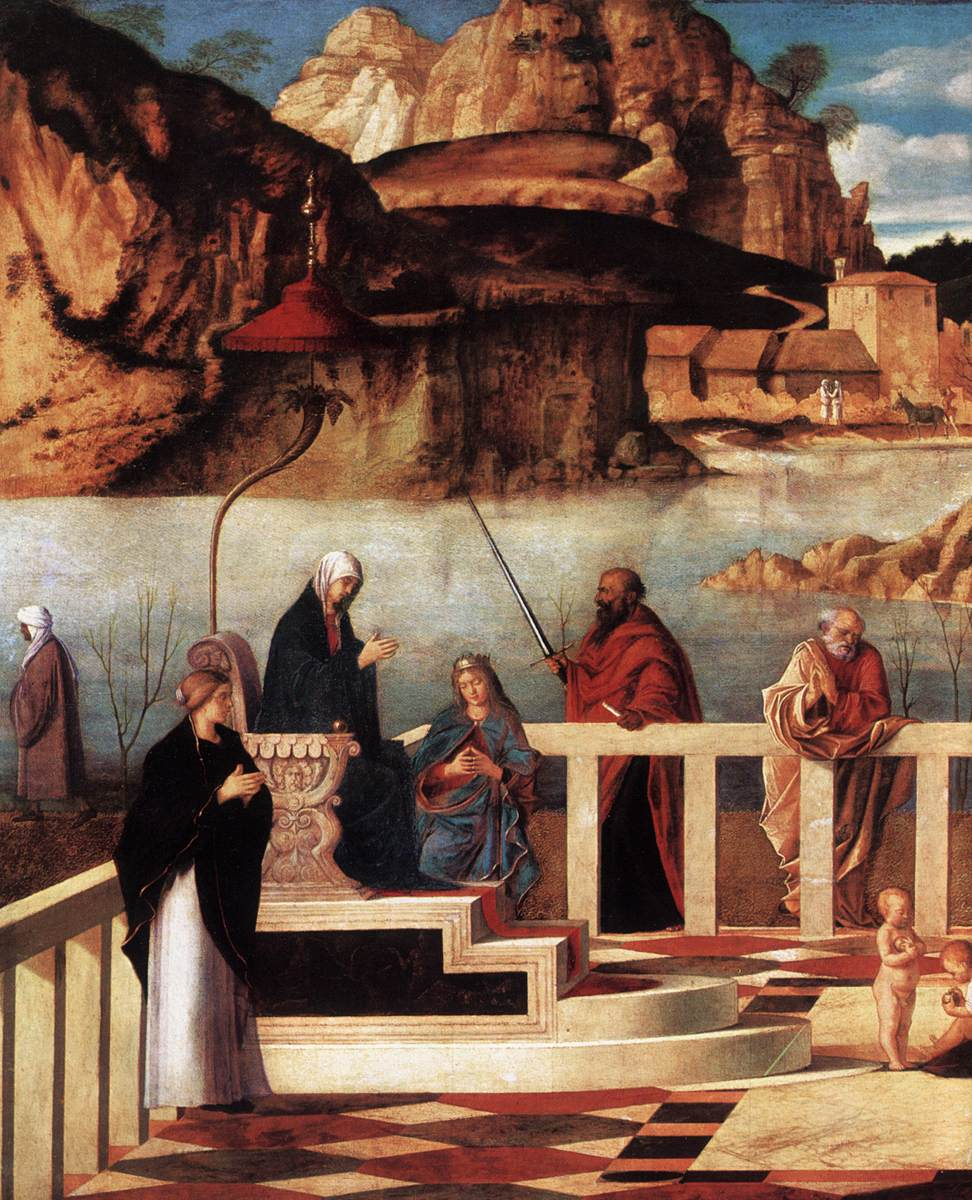
細部

## 解釈
美術史家によっていくつかの仮説が立てられたが、絵画の正確な意味はまだ完全には理解されていない。確かなことは、本作は洗練された知識階級のために制作されたものであり、教養によって画中に含まれる微妙な細部を理解することができたのである。

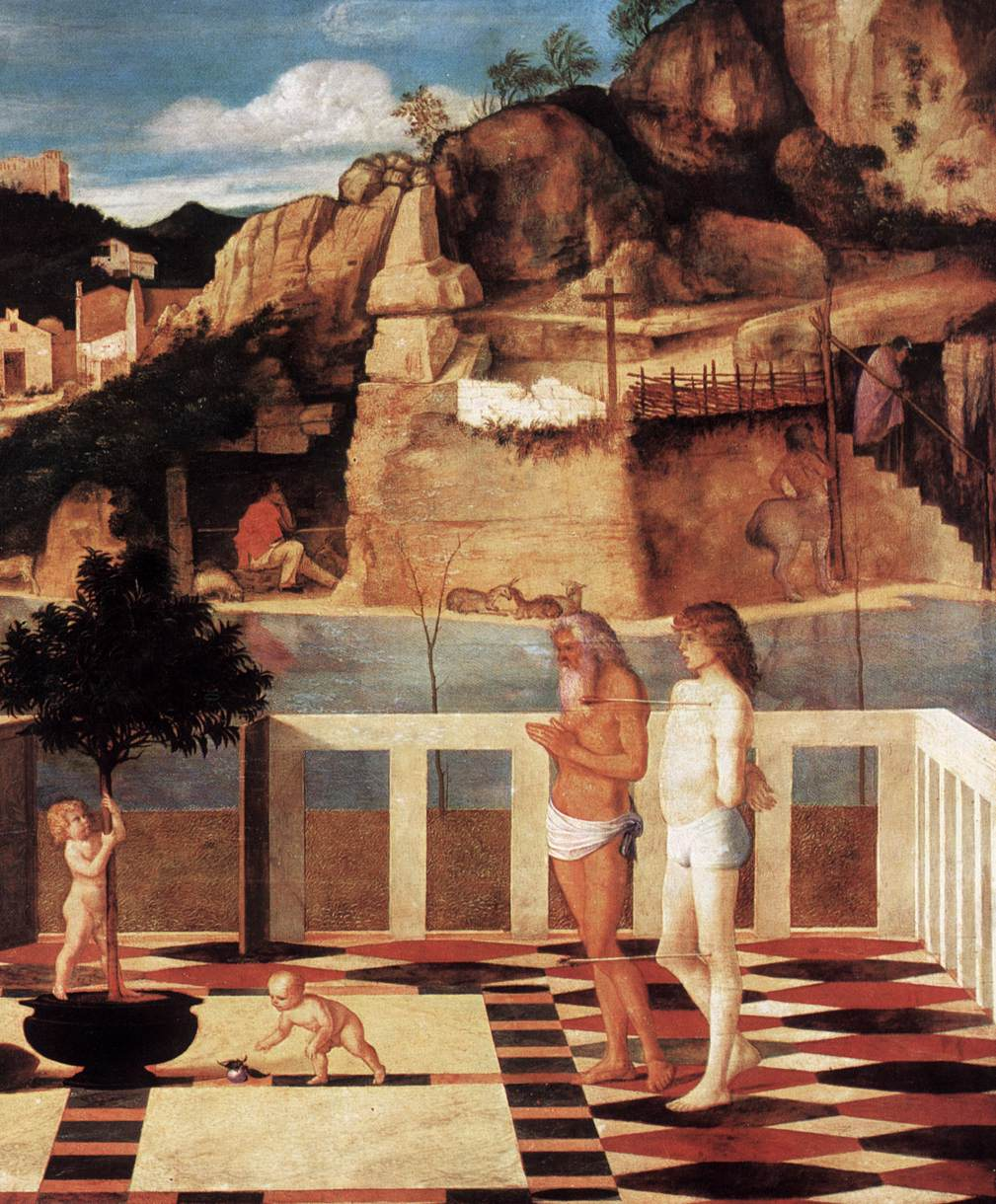
細部

20世紀初頭、ルートヴィヒは、作品をギヨーム・ド・ドゥギルヴィルによる14世紀初頭のフランスの詩「Le Pèlerinagedel'Âme ＝魂の巡礼」の絵画的描写として解釈した。ルートヴィヒによると、絵画は魂の浄化への理想的な道程を表している。画面右の隠者の羊飼いは修道院長聖アントニオスであり、最初の隠者である聖パウロに啓示された魂の道にある自身の庵から下りて、階段の終わりで聖アントニウスを待っているケンタウロスを含むいくつかの障害を克服する。テラスは、子供たちに象徴される煉獄の魂が天国に入る前に待つ天国の庭を表している。神の前にいて、人々を擁護する聖母マリアは、戴冠した「正義のコロナタ」の助けを借りて魂の善悪を判断する。神秘的な果物で遊んでいる子供たちの中で、木の上にいるのは永遠の至福に呼ばれる魂であろう。左側に立っている2人の聖人は、おそらく作品の依頼者と関連している後援者であり、欄干の後ろの2人は天国の門を守る聖ペテロと聖パウロである。背景の川は、パラダイスを囲むレーテーであろう。動物は隠者の美徳、すなわち、ラバは忍耐を、羊は謙虚さを表している。
ルートヴィヒの上記の解釈は否定され、他の学者によると本作は一般的な聖会話や楽園を表している。「憐憫と正義の寓意」が見られるという説、「天国の象徴」であるという説もある。クッションの上にいる子供たちの中にイエス・キリストがいるのを見て、受肉と贖いについての瞑想の意味を作品に与える人もいる。